# Парламентские выборы в Науру (2000)
Досрочные парламентские выборы в Науру прошли 8 апреля 2000 года. Все кандидаты были независимыми. Президент Рене Харрис был переизбран президентом, получив в новом парламенте на один голос больше, чем Бернард Довийого. Но, однако, несколько дней позже спикер парламента Людвиг Скотти и его заместитель Росс Харрис ушли в отставку и президент потерял большинство. После его отставки 20 апреля президентом был избран Довийого. Явка составила 88,8 %.

## Результаты
| Партия                             | Голоса | %   | Места |
| ---------------------------------- | ------ | --- | ----- |
| Независимые                        |        | 100 | 18    |
| Недействительных/пустых бюллетеней |        | -   | -     |
| Всего                              | 3400   | 100 | 18    |
| Источник: Nohlen et al.            |        |     |       |